# Pauline Chaponnière-Chaix
Pauline Chaponnière-Chaix, née à Genève le 1er novembre 1850 et morte dans la même ville le 6 décembre 1934, est une religieuse, infirmière et féministe suisse.

## Biographie

### Enfance et jeunesse
Pauline Chaix naît dans un milieu bourgeois et cultivé. Aînée de quatre enfants (en fait elle avait eu une sœur aînée, décédée à deux mois), elle fréquente peu l'école mais encore toute petite apprend seule à lire ; une amie de ses parents lui apprend également l'anglais. À quinze ans, elle passe une année en Allemagne. À 18 ans, elle épouse un cousin éloigné, le banquier Édouard Chaponnière, de dix ans son aîné (la mère de Pauline, Adèle, était née Chaponnière). Le jeune époux, malade psychique, doit être placé dans une institution spécialisée et meurt en 1878.

### Engagement religieux
Veuve à 28 ans, Pauline Chaponnière-Chaix entre alors dans une communauté religieuse. Deux ans après la mort de son mari, elle quitte la Suisse pour entrer dans la Maison des diaconesses de Reuilly à Paris. Elle s'y occupe d'abord d'enfants défavorisés, période au cours de laquelle elle suit une formation pour s'occuper de délinquantes, ce qui lui permet par la suite de faire des visites aux femmes emprisonnées à Saint-Lazare. Vu son expérience et le brevet qu'elle a acquis dans le domaine « disciplinaire », elle se voit proposer la direction de la prison de Doullens, dans la Somme. « Le service est pénible au physique, usant au moral. Il faut accompagner les corvées des prisonnières dans la cour par tous les temps, exercer une surveillance constante auprès des détenues occupées à la confection de corsets et, plusieurs fois par semaine, coucher en cellule avec surveillance des dortoirs ». 
Épuisée, elle quitte cette fonction pour prendre la direction des « Ombrages » à Versailles, un pensionnat pour jeunes filles protestantes. Elle en profite pour suivre une formation d'infirmière. En 1893, « atteinte d'un rhumatisme grave, elle se voit forcée à demander un congé illimité qui se transforme en démission ». Elle rentre en Suisse et s'installe dans le chalet dominant le léman qu'avait fait construire son mari dans le hameau de Muraz entre Céligny et Crans sur la Côte vaudoise.

### Engagement pour le suffrage féminin
Durant ses années parisiennes, Pauline Chaponnière-Chaix avait fréquenté et s'était liée d'amitié en particulier avec Sarah Monod, qui a créé les Conférences de Versailles, à l'origine du Conseil des Femmes Françaises (CNFF) en 1901, Julie Siegfried et surtout Adrienne Avril de Sainte-Croix. Chacune d'entre elles sera par la suite présidente du CNFF, respectivement du 1910 à 1912, 19122 à 1922 et 1922 à 1932.
Une fois revenue en Suisse, Pauline Chaponnière-Chaix se lie d'amitié avec les féministes genevoises. Encouragée par Émilie Lasserre, alors présidente de l'Union des femmes de Genève, elle adhère à l'association et en prend la présidence de 1902 à 1905. Pendant les années de guerre, elle est vice-présidente de l'Union des femmes et met sur pied, avec Émilie Gourd, un « ouvroir » pour donner du travail aux femmes en difficulté et collabore à toutes les œuvres de secours. Dès 1896, elle devient secrétaire du Comité d'organisation du Premier Congrès des Intérêts féminins tenu à Genève. À la suite de ce congrès naîtra, en 1900, l'Alliance de sociétés féminines suisses (ASF), que Pauline Chaponnière-Chaix préside de 1904 à 1911 et de nouveau de 1916 à 1920. En 1921 a lieu le Deuxième Congrès des Intérêts féminins, qu'elle organise à Berne avec Helene von Mülinen et Camille Vidart et dont elle est la présidente.
Pauline Chaponnière-Chaix est aussi suffragiste. Avec Auguste de Morsier et Camille Vidart, elle est membre fondatrice de l'Association genevoise pour le suffrage féminin en 1907. Lors d'une enquête publiée dans Le Mouvement féministe en 1914, elle explique comment elle est devenue suffragiste : « C'est la journée du 22 mars 1896, et le rejet par les électeurs genevois de l'initiative demandant la fermeture des maisons de tolérance de notre ville, qui m'ont convaincue de la nécessité absolue, du devoir même pour toute femme sérieuse, consciente de sa mission dans le domaine moral, de réclamer et d'obtenir le droit de vote. J'ai réalisé ce jour-là, et cela dans une question qui nous touche au premier chef, - puisque les victimes de l'odieuse institution qu'il s'agissait d'abolir sont toutes des femmes, - notre impuissance absolue à faire entendre notre voix, puisque ces voix réclament plus de justice, plus de pureté, - si nombreuses soient-elles, à l'heure des décisions populaires, ne comptent pas ».
En janvier 1919, l'Alliance de sociétés féminines suisses, dont Pauline Chaponnière-Chaix est alors présidente, décide, lors d'une assemblée générale extraordinaire, de prendre position sur la question du suffrage féminin. « Ce furent deux fondatrices, Mlle Hélène de Mülinen et Mme Chaponnière, qui tinrent à exposer le sujet, chacune dans sa langue. Elles le firent avec une autorité, avec une conviction, avec une foi, qui emportèrent l'unanimité des suffrages, fait d'autant plus significatif que l'Alliance est composée des sociétés les plus diverses, dont bon nombre n'ont aucun rapport apparent avec le suffrage ».
Sur l'impulsion de Pauline Chaponnière-Chaix, l'ASF devient membre du Conseil international des femmes (CIF) en 1903. En 1908, elle organise l'assemblée extraordinaire du CIF à Genève et obtient des autorités la mise à disposition de la salle du Grand Conseil (le parlement genevois). Quand la présidente du CIF, Lady Aberdeen, démissionne, c'est Pauline Chaponnière-Chaix qui la remplace, de 1920 à 1922.

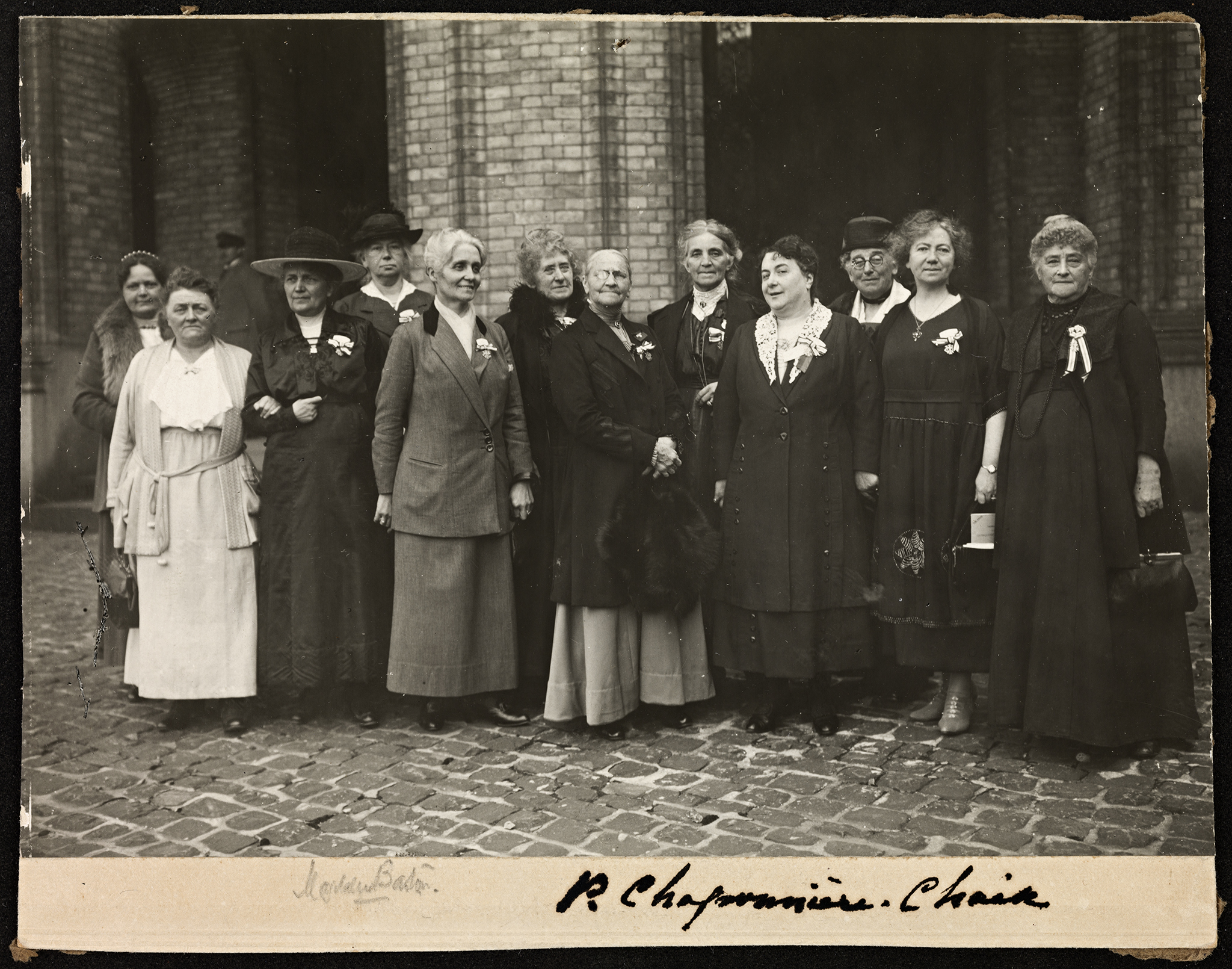
Pauline Chaponnière-Chaix présidente de l'ICW vers 1920-1922.

### Carrière au CICR
Pauline Chaponnière-Chaix devient, en 1922, la première femme à siéger au Comité international de la Croix-Rouge. Elle est vice-présidente du CICR de 1930 à 1932.
Pauline Chaponnière-Chaix « est une des rares femmes à avoir figuré de son vivant dans le Dictionnaire historique et biographique de la Suisse (1924). Malgré son engagement, sa foi chrétienne inébranlable et l'énorme travail qu'elle a abattu tout au long de sa vie, elle est toujours restée une bonne vivante, appréciant la bonne chère et les bons vins ». 

## Hommage et postérité
En 2019, l'association Escouade fait poser des plaques de rue temporaires à Genève. La place du Molard est renommée temporairement place Pauline Chaponnière-Chaix dans le cadre de l'initiative 100Elles,.